# 楚国文字

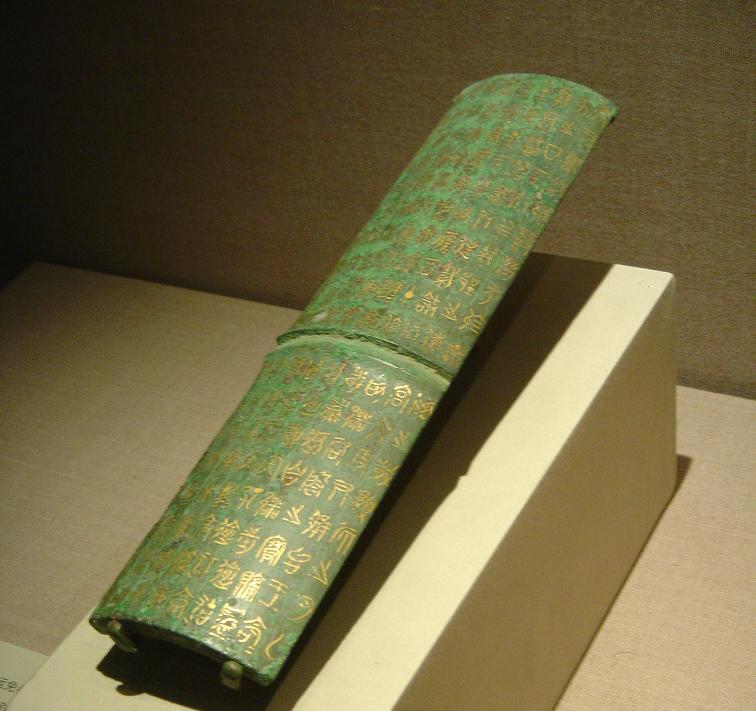
印有楚国文的青銅器『鄂君启金節』

楚国文字或楚文字是春秋战国时期楚国所使用的一套文字系统。该文字是中国在秦始皇统一天下并实行书同文政策之前各国所使用的不同的上古文字体系之一。因为所发掘出土的文本实体多为簡帛（包括竹簡、木簡以及帛書）之故亦称为「楚系簡帛文字」。

## 概要
楚国文字为山东六国（齐・楚・燕・韓・魏・趙）所使用的六国文字之一，在中国古代的春秋战国時代曾被广泛使用，后来随着秦国兼并六国并统一文字而被禁用，此后大幅度减少使用并最终消亡失传。
1950年代以来，时有以先秦和早期秦汉文字书写的簡帛文物在各地出土问世，其中包括長沙楚墓的「五里牌竹簡」、江陵望山楚墓的「望山竹簡」、河南信陽長台关楚墓的「信陽竹簡」、1973年出土于馬王堆漢墓的帛書、1975年出土于秦墓的「雲夢睡虎地秦簡」等。这些文本中的文字字体正处于篆書到隶書之间的转变过程之中。因此将其进行准确解读困難极大。
解读困難的事例之一如「虎」字，该字的字体很难与“虎”这一概念在想像上互相关联，并且在特定上下文中“虎”字实际上通「吾」，无论是字形的变化还是「虎」字作为第一人称「吾」的写法，都说明上古文字在使用上与今日有很大差别。与此同时，和今日類似的字体和用法亦不少见，陝西省文物局在其官方网站上描述了与現代字体的「馬」大同小异的楚国文字「馬」之间的关系异同。
出土的簡帛据推测记录了不少在上古时期便已失传的文本和书籍，破译和研究正在进行中。
楚国语言在语音、词汇上具有较多的自身特点。公元前666年,楚令尹子元率军伐郑,郑无备,“县(悬)门不发”,子元惊疑,“楚言而出”,说：“郑有人焉。”说明楚语与郑语有差异，当然郑语和其它国家语言是否相同也有疑问，战国七雄文字都各不相同，语言自然也可能各有特点，拥有一些各自特别的词汇。
见于文献记载的楚语特别的词汇不多。最突出的一例,是《左传·宣公四年》谓令尹子文原名为斗谷于菟,并说：“楚人谓乳谷,谓虎於菟,故命之曰斗谷於菟。”
在扬雄《方言》中,楚与魏、卫、宋、郑、韩,吴、齐、巴、秦之中的某一地区共有的词汇约70个,其中与吴共有者占了一半以上,反映楚、吴比较接近。